# Cymbospondylus
Cymbospondylus (лат.) — вымерший род крупных ихтиозавров из семейства Cymbospondylidae. Обитал на территории нынешней Невады (США) и Германии 240—210 млн лет назад (средний триас). Достигал в длину 6—10 метров. Впервые был описан Джозефом Лейди в 1868 году.
Cymbospondylus больше похож на угря, чем другие ихтиозавры. У него узкое тело и длинный гибкий хвост, занимающий около половины длины. Конечности эволюционировали в ласты, но они использовались скорее для стабилизации, а плавательное движение осуществлялось волнобразными колебаниями тела. Голова очень маленькая по отношению к телу, но это как раз вполне типично для ихтиозавров, с удлинённым рылом и мелкими, острыми, приспособленными для ловли рыбы зубами.
Всю свою жизнь Cymbospondylus проводил в воде и был самым крупным морским животным позднего триаса. Но, несмотря на громадные размеры, для нотозавров и других морских рептилий особой опасности он не представлял. Его челюсти были снабжены настолько мелкими зубами, что не только убить, но даже схватить и удержать крупную добычу он не мог.

## Классификация
Хотя Cymbospondylus формально рассматривается как один из примитивных ихтиозавров семейства шатсазаврид, современные исследования полагают, что он может оказаться более примитивным, чем первоначально считалось, возможно, слишком примитивным, чтобы считаться ихтиозавром. В самом деле, внешне он не наделён типичными чертами, такими как спинной плавник или рыбий хвост, столь характерными для более поздних представителей группы.
Род Cymbospondylus включает в себя следующие виды:
- Cymbospondylus natans
- Cymbospondylus germanicus
- Cymbospondylus nevadanus
- Cymbospondylus parvus
- Cymbospondylus piscosus
- Cymbospondylus grandis
- Cymbospondylus pentrinus
- Cymbospondylus busheri

## Находки
Фрагментарные останки Cymbospondylus впервые были найдены в штате Невада (США) в 1868 году. Название существу, которому они принадлежали, спустя некоторое время дал палеонтолог Джозеф Лейди. Первый полный скелет Cymbospondylus был обнаружен в начале ΧΧ века. Рассказывают, что невадские горняки, добывавшие серебряную руду, использовали окаменевшие позвонки Cymbospondylus в качестве обеденных тарелок.

## В массовой культуре
Cymbospondylus показан в научно-популярном сериале «Прогулки с морскими чудовищами».